# 苏祖斐
苏祖斐（1898年—1998年），女，上海人，中国儿科专家、儿童营养学家、医学教育家，曾任上海市儿童医院副院长、名誉院长。

## 家庭
父亲苏本炎。